# 新山滋
新山 滋（にいやま しげる、1909年4月1日 - 1994年7月18日）は、日本の経営者。

## 経歴
和歌山県和歌山市出身。1927年に海草中学校を卒業し、同年に南海鉄道(南海電気鉄道の前身)に入社し、1959年6月に総務部長に就任した。その一方で、1964年10月から1974年10月までに南海ホークス球団社長を務め、1972年にはパ・リーグ理事長に就任した。
1994年7月18日、急性肺炎のために堺市の病院で死去。85歳没。